# Аксаково (Митищинський міський округ)
Акса́ково (рос. Аксаково) — присілок у складі Митищинського міського округу Московської області, Росія.

## Населення
Населення — 591 особа (2010; 632 у 2002).
Національний склад (станом на 2002 рік):
- росіяни — 97 %